# Fengshu (sockenhuvudort i Kina, Hunan Sheng, lat 29,02, long 111,49)
Fengshu är en sockenhuvudort i Kina. Den ligger i provinsen Hunan, i den södra delen av landet, omkring 170 kilometer nordväst om provinshuvudstaden Changsha. Antalet invånare är 27 087. Befolkningen består av 13 163 kvinnor och 13 924 män. Barn under 15 år utgör 14,0 %, vuxna 15-64 år 73 %, och äldre över 65 år 12,0 %.
Runt Fengshu är det tätbefolkat, med 511 invånare per kvadratkilometer. Närmaste större samhälle är Changde, 18,7 km öster om Fengshu. Trakten runt Fengshu består till största delen av jordbruksmark.
Genomsnittlig årsnederbörd är 1 808 millimeter. Den regnigaste månaden är maj, med i genomsnitt 302 mm nederbörd, och den torraste är december, med 45 mm nederbörd.